# Cirque de Cotatuero
Le cirque de Cotatuero est un cirque glaciaire situé dans le parc national d'Ordesa et du Mont-Perdu, en Espagne. De taille modeste, et parcouru par le rio de Cotatuero, un affluent de l'Arazas, ce cirque est un lieu de passage fameux vers les sommets du pic du Taillon, du cirque de Gavarnie, du pic du Marboré et du mont Perdu.
D'un dénivelé de près de 1 000 m, son franchissement se fait avec les fameuses 32 clavijas, de solides barres d'aciers placées en 1881 par les forgerons de Torla (Bartolomé Lafuente et Miguel Bringola), à la demande d'un riche chasseur anglais : sir Buxton. De nos jours, un câble d'acier sécurise davantage cet aérien passage.

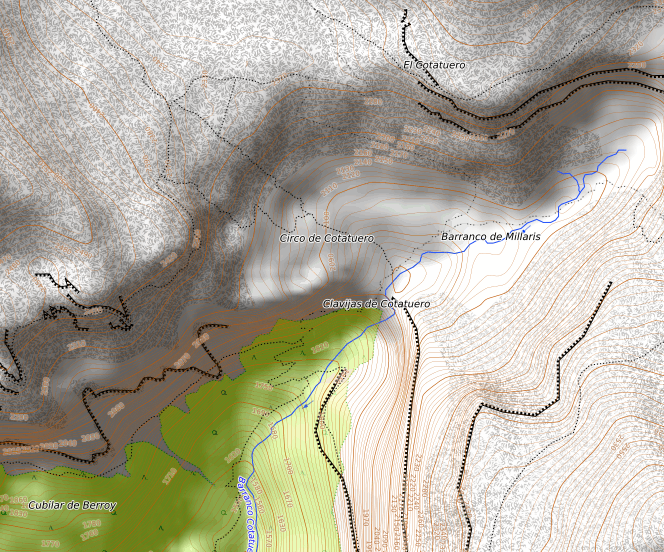
Carte topographique du cirque.